# Pochette
A pochette (francia, kiejtése kb. „posett”) vagy kvarthegedű, táncmesterhegedű egy olyan kis méretű hegedű, ami zsebben is elfér. Lehet a rebekhez hasonlóan körte- vagy csónakformájú, vagy kis hegedűhöz hasonló. Három-négy húrja van, hangolása egy kvarttal a hegedű fölött, tehát egy oktávval a brácsa fölött van. A zsebhegedűt táncmesterek használták tanítás közben, de a 18. században a zenészek körében is népszerű volt. 

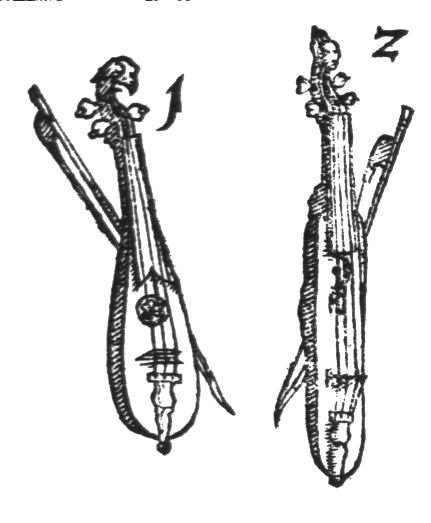
Rebek és csónak formájú zsebhegedű
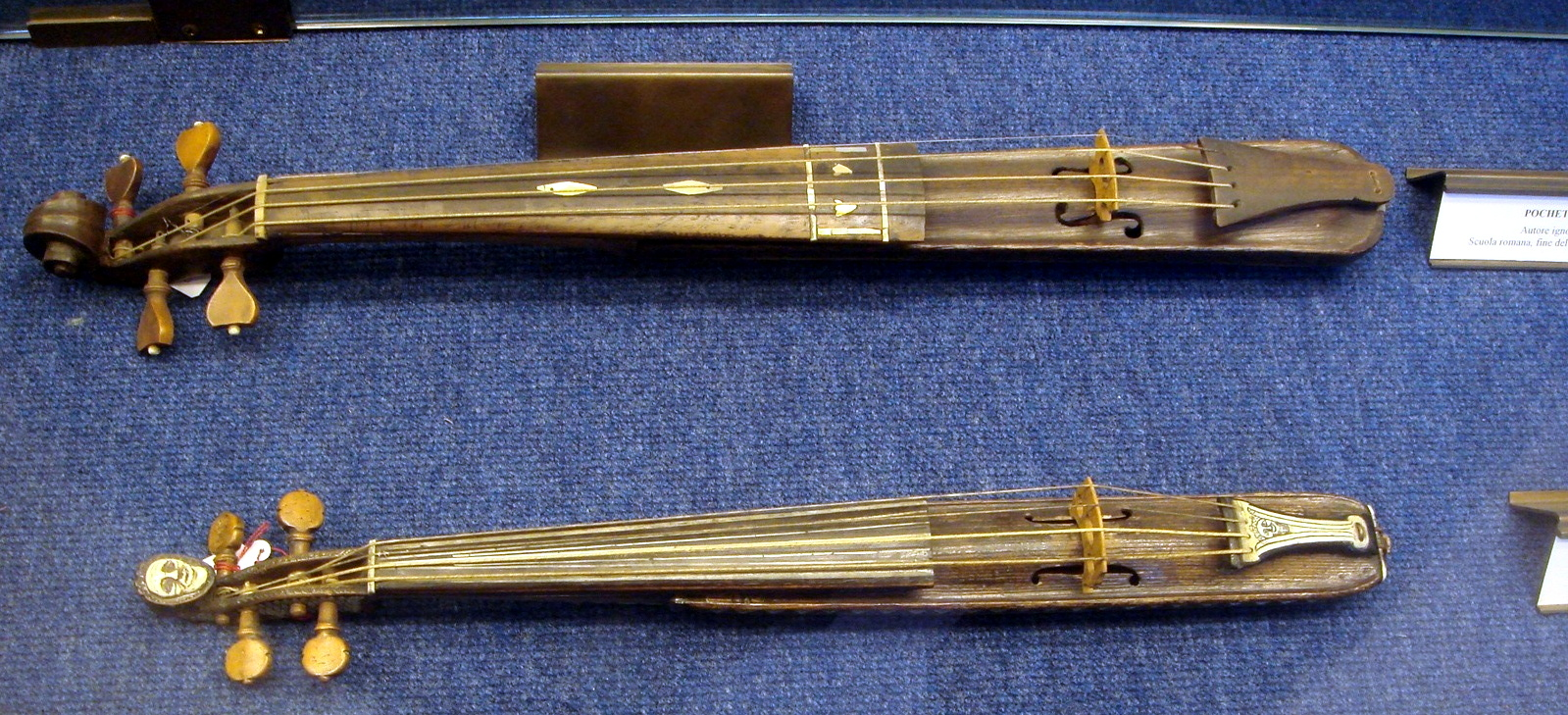
Két pochette
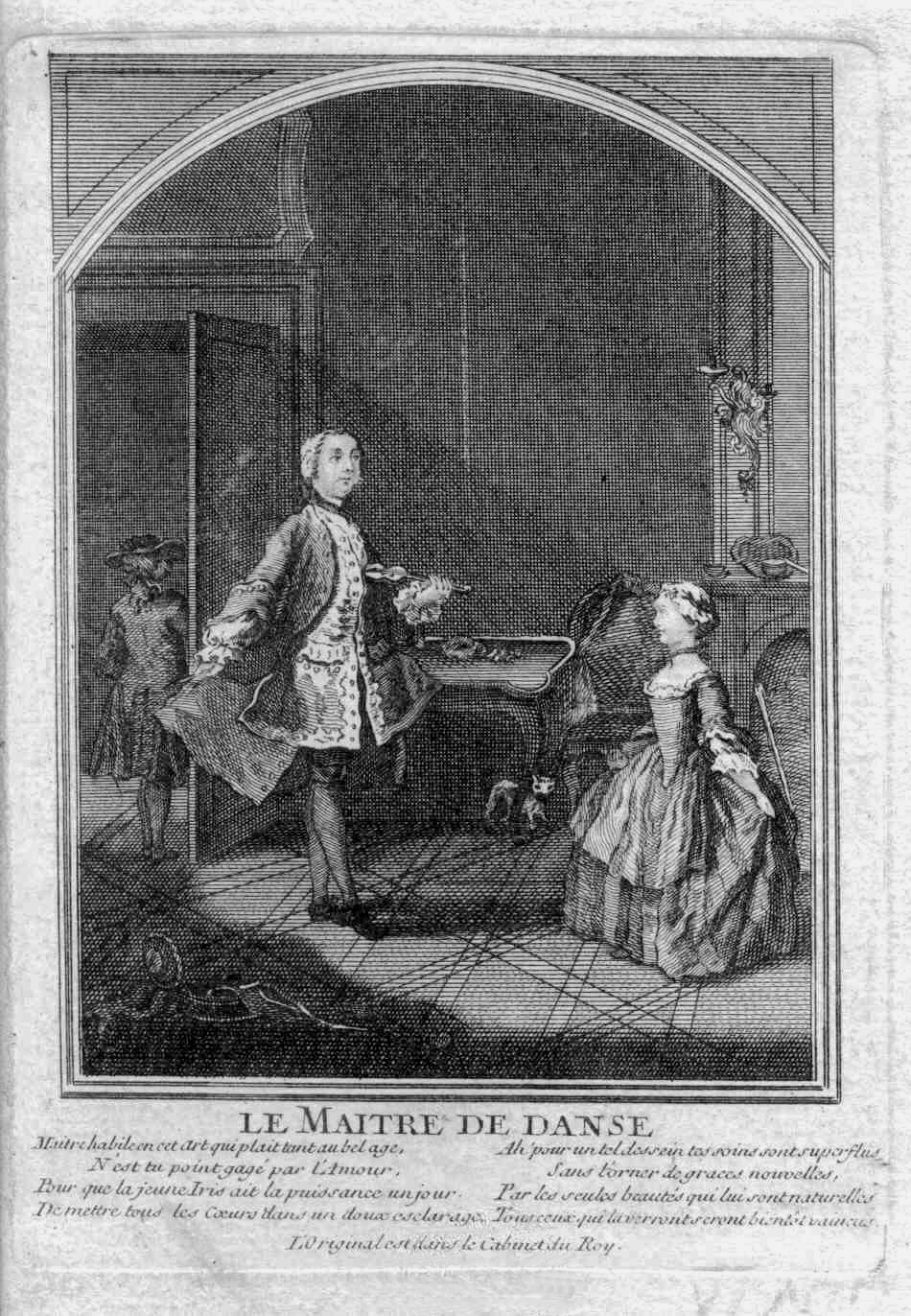
Tánctanár hangszerével
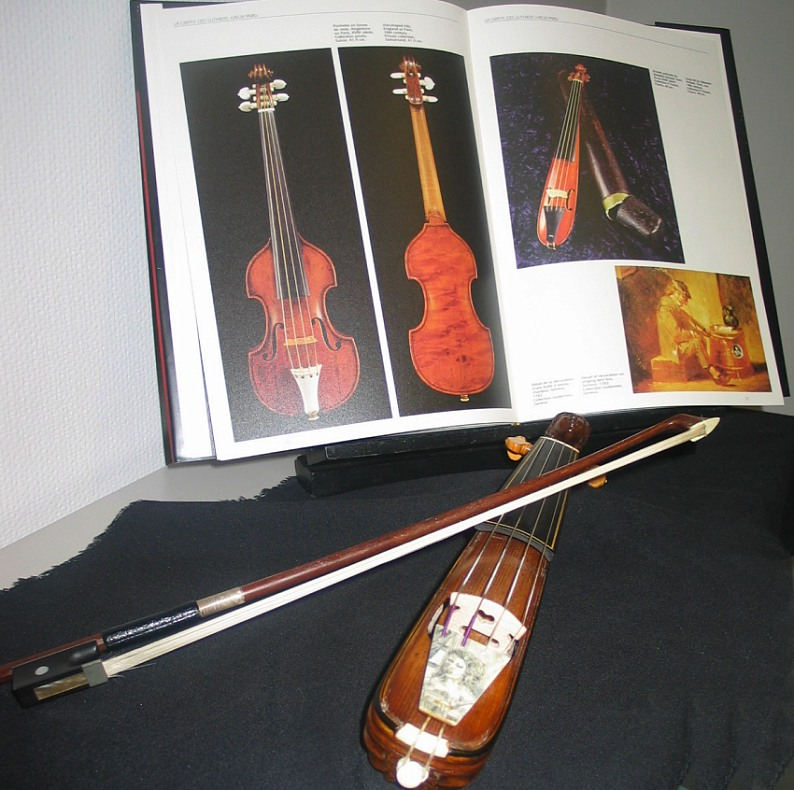
Pochette